# Liopholis slateri
Liopholis slateri — вид сцинкоподібних ящірок родини сцинкових (Scincidae). Ендемік Австралії. Вид названий на честь австралійського герпетолога Кена Слейтера.

## Підвиди
Виділяють два підвиди:
- Liopholis slateri slateri (Storr, 1968) — гори Мак-Доннелл і сусідні раойни Північної Території;
- Liopholis slateri virgata (Storr, 1968) — крайня північ Південної Австралії (в районі Уднадатти).

## Поширення і екологія
Liopholis slateri мешкають в центральній Австралії. Вони живуть в сухих акацієвих заростях, зокрема в заростях мульги. Риють нори. Живляться комахами та іншими безхребетними.

## Збереження
МСОП класифікує цей вид як вразливий. Liopholis slateri загрожують пожежі та знищення природного середовища.